# Třída City
Třída City (jinak také třída Vlissingen v Nizozemí) je perspektivní třída minolovek vyvíjených pro námořnictva Belgie a Nizozemska a později také Francie. Program nese označení  Replacement Mine Countermeasures (rMCM). Ve službě nahradí minolovky třídu Tripartite. Belgie a Nizozemsko objednaly stavbu osmnácti jednotek této třídy. Oba státy získají po šesti kusech. Zájem o šest plavidel projevila rovněž Francie.

## Stavba

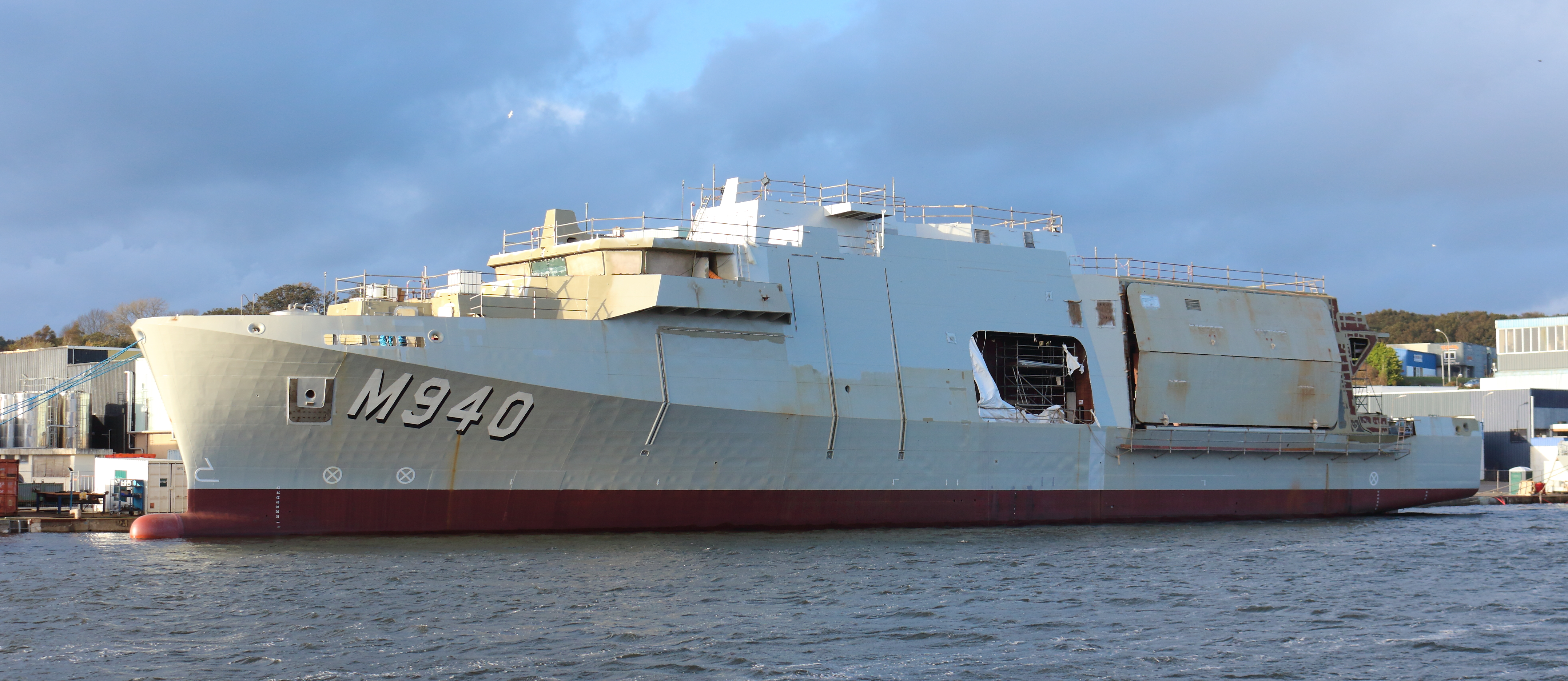
Minolovka Oostende (M940) po spuštění na vodu

Plánování vývoje nové generace fregat a minolovek námořnictev Belgie a Nizozemska začalo roku 2013. Roku 2016 oba státy uzavřely dohodu o společném vývoji obou tříd. Minolovky třídy City ve službě nahradí třídu Tripartite, která byla ve službě od poloviny 80. let 20. století. Celkem je plánována stavba 12 jednotek této třídy. Oba státy získají po šesti. Hlavním kontraktorem celého programu je konsorcium Belgium Naval & Robotics tvořené společnostmi Naval Group a Exail (dříve ECA Group). První společnost přitom má na starost samotné platformy a druhá odminovací vybavení. Zakázku na stavbu platforem získalo v květnu 2019. Stavbu platforem zajišťuje francouzská joint venture společnost Kership (55% loděnice Piriou a 45% Naval Group).
Slavnostní řezání oceli na stavbu prototypu Oostende (M940) proběhlo 19. července 2021 v loděnici Piriou v Concarneau a dodání prototypu belgickému námořnictvu je plánováno na rok 2024. Kýl Oostende byl založen 30. listopadu 2021 a oficiální spuštění na vodu proběhlo 29. března 2023 v Concarneau (tomu předcházelo technické spuštění na vodu 22. února 2023). Kýl prototypové nizozemské minolovky Vlissingen (M840) byl založen 14. června 2022 Kership ve svých loděnicích v Concarneau a oficiálně spuštěn na vodu 19. října 2023 (tomu předcházelo technické spuštění na vodu 29. září 2023).
Francie na veletrhu Euronaval 2022 uzavřela partnerství s Belgií a Nizozemskem (podepsali dopis o záměru – a letter of intent) na záměru získat šest minolovek tohoto typu. Na konci srpna 2023 Belgie, Nizozemsko a Francie podepsali memorandum o porozumění ve věci vývoje a stavby nových francouzských minolovek v rámci programu Bâtiments de guerre des mines (BGDM). Francouzské minolovky mají nést odlišné vybavení, včetně odminovacích komplexů vyvinutých ve francouzsko-britském programu Système de lutte anti-mines marines futur (SLAM-F). Uzavření kontraktu se očekává v roce 2024 a dodání prototypu v roce 2028.
Jednotky třídy City:
| Jméno               | Uživatel   | Založení kýlu      | Spuštěna          | Vstup do služby | Status    |
| ------------------- | ---------- | ------------------ | ----------------- | --------------- | --------- |
| Oostende (M940)     | Belgie     | 30. listopadu 2021 | 22. února 2023    | 2025 (plán)     | ve stavbě |
| Tournai (M941)      | Belgie     | 29. března 2023    | 24. června 2024   | 2026 (plán)     | ve stavbě |
| Brugge (M942)       | Belgie     | 30. ledna 2024     | 28. dubna 2025    |                 | ve stavbě |
| Liège               | Belgie     | 15. ledna 2025     |                   |                 | ve stavbě |
| Antwerpen           | Belgie     |                    |                   |                 | objednána |
| Rochefort           | Belgie     |                    |                   |                 | objednána |
| Vlissingen (M840)   | Nizozemsko | 14. června 2022    | 29. září 2023     | 2025 (plán)     | ve stavbě |
| Scheveningen (M841) | Nizozemsko | 19. července 2023  | 5. listopadu 2024 | 2026 (plán)     | ve stavbě |
| Ijmuiden            | Nizozemsko | 11. června 2024    |                   |                 | ve stavbě |
| Harlingen           | Nizozemsko |                    |                   |                 | objednána |
| Delfzijl            | Nizozemsko |                    |                   |                 | objednána |
| Schiedam            | Nizozemsko |                    |                   |                 | objednána |

## Konstrukce

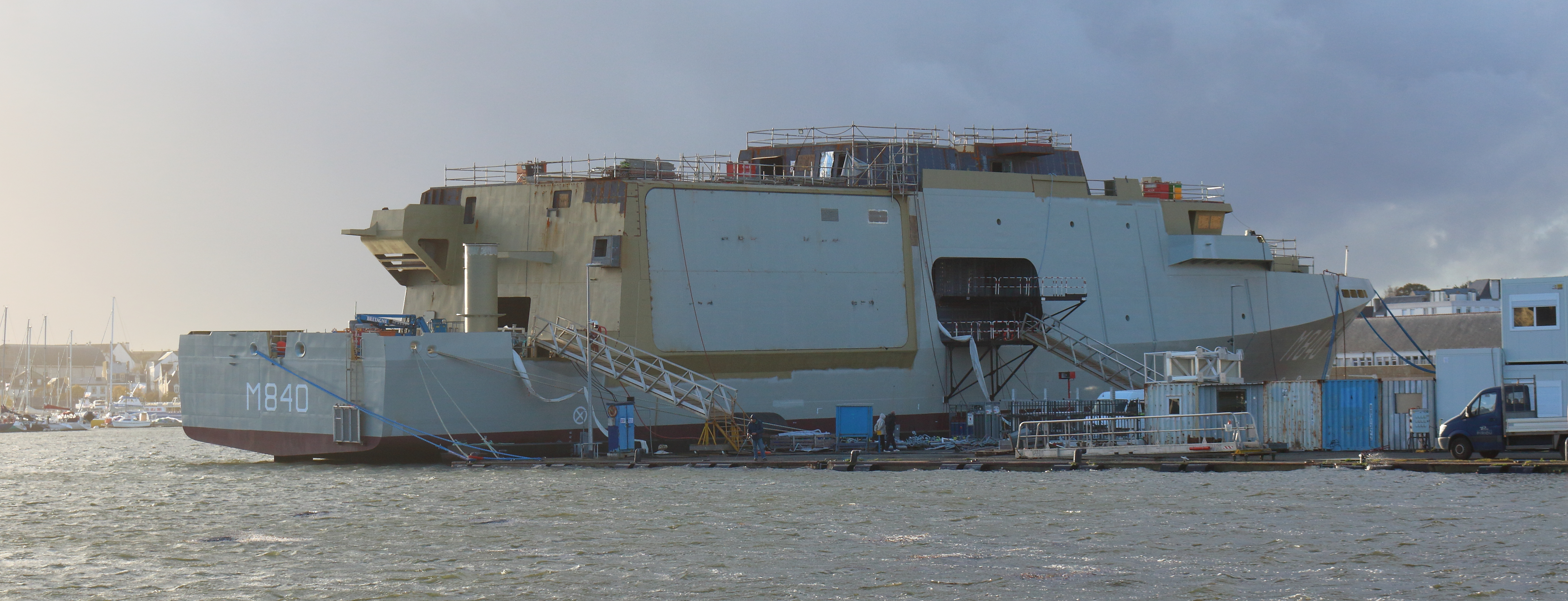
Vlissingen (M840)

Minolovky třídy City představují ucelený minolovný systém, ve kterém plavidla slouží jako mateřské lodě pro různé druhy dálkově ovládaných hladinových a podmořských dronů sloužících pro vyhledávání, identifikaci a likvidaci min. Samotné minolovky mají operovat v odstupu od minového pole a do nebezpečné oblasti vysílat malé hladinové drony ECA Group Inspector 125 (objednáno celkem 17 ks). Drony mohou být během několika hodin rekonfigurovány pro nesení různých druhů užitečného nákladu (vlečný sonar, potápěči, výsadek, systém pro identifikaci a likvidaci min). Volitelně mohou mít lidskou posádku. Pro detekci min slouží podmořské drony ECA Group A18-M AUV, pro identifikaci min slouží drony ECA Group SeaScan Mk.2 a pro jejich likvidaci drony ECA Group K-Ster C.
Plavidla ponesou vzdušný a hladinový vyhledávací 4D radar Thales NS50 kategorie AESA a navigační radar Terma SCANTER 6000. Společnost iXblue dodá navigační systém a příďový sonar FLS 60 sloužící pro detekci překážek a min. Výzbroj tvoří jeden 40mm kanón Bofors Mk4 v dělové věži na přídi.
Pohonný systém je diesel-elektrické koncepce. Tvoří jej jeden alternátor ABC o výkonu 3380 hp, dva alternátory ABC, každý o výkonu 1690 hp, a dva elektromotory, každý o výkonu 2350 hp. Lodní šrouby jsou dva. Manévrovací schopnosti zlepšují dva na přídi a jeden na zádi dokormidlovacích zařízení. Dosah je 3500 námořních mil při rychlosti 15 uzlů.